# Howie Williams
Pour les articles homonymes, voir Williams.
Howard Earl « Howie » Williams, né le 29 octobre 1927 à New Ross, dans l'Indiana, décédé le 25 décembre 2004 à Phoenix dans l'Arizona, est un ancien joueur américain de basket-ball. Il évolue au poste d'arrière. 

## Palmarès
- Champion olympique 1952
- Champion AAU 1952, 1953